# Галбин
Галбин (скорочення з рум. ug galbin — «угорський жовтий, золотий») — лічильна назва різнотипних (переважно золотих) монет у Молдові та на Буковині 17–19 ст. У 1640–90-х рр. галбин з означеннями «у золоті» чи «добрий» вказував на конкретні золоті монети, а з означенням «грошима добрими» чи «готових грошей» — на монети з високоякісного срібла загальною вартістю в золотий. За курсом 1 галбин відповідав чи 330 банам (1776), чи 4 леям, тобто 1 угорському флорину (1739). Наприкінці 18 ст. з означеннями «імператорський» чи «голландський» галбин позначав австрійський чи голландський дукат, а з означенням «турецький» — алтун.

## Інші історичні назви
Золотий турецький — буковинсько-молдовське позначення золотих монет, що перебували в місцевому обігу 1449–1460-х рр. Вживалося переважно щодо обігових візантійських гіперперіонів та венеційських цехінів, привезених турецькими купцями, і лише з 2-ї пол. 1450-х рр. стосовно також турецьких алтунів (вони гіпотетично почали карбуватися після 1454). Після 1460-х рр. назва «золотий турецький» була замінена назвою «татарський золотий» (див. Золотий татарський).
Золотий татарський — лічильна назва різнотипних монет, що перебували в обігу в Молдові та на Буковині в 1446–1610-х рр. Вживалася стосовно візантійських золотих, італійських дукатів, турецьких алтунів чи їх низькопробних замінників з Кафи, які потрапляли в Молдову через Крим «татарським шляхом». За курсом З.т. складав у 1470-х рр. 1/4 угорських дуката (як гіперперіон Візантії), 1520–80 він відповідав 25–30 польським грошам (подібно до польського лічильного злотого, складаючи 0,75 дуката), а 1590 дорівнював 89 аспрам (як турецький чи венеційський золотий). З часом назву «золотий татарський» витіснили назви «золотий» та «галбин».
Уг — назва золотих дукатів, переважно угорського походження, у Молдові та на Буковині в 1640—1730-х рр. У 1640—1711 роках 1 уг = 200 банів (акче), а в 1739 р. 1 уг = 360 акче. У 1717 р. 1 уг = 20 потроників, або 3,06 лея = 200 банів. Назву «уг» витіснили інші позначення: «галбин» і «дукат».